# عصفور ساكسول
عصفور ساكسول (الاسم العلمي: Passer ammodendri) (بالإنجليزية: Saxaul Sparrow)‏ هو نوع من الطيور يتبع جنس الدوري من فصيلة عصافير العالم القديم.